# 잉그리트 아우어스발트
잉그리트 아우어스발트(독일어: Ingrid Auerswald, 1957년 9월 2일~)는 동독의 육상 선수로, 주로 100m 달리기에서 활동하였다.

## 경력
예나에서 태어났다. 1980년 소련 모스크바에서 열린 1980년 하계 올림픽에서 동독국가대표로 참가했으며, 여자 100m 경기에서 류드밀라 콘드라티예바와 대표팀 동료 선수 마를리스 괴어의 뒤를 이어 동메달을 획득했다. 400m 릴레이에서는 괴어와 로미 뮐러, 베르벨 뵈켈과 함께 금메달을 획득하였다.
1984년 하계 올림픽 당시에는 동구권의 불참으로 출전하지 못했으나, 1988년 서울에서 열린 1988년 하계 올림픽에 참가하여 질케 묄러와 케르스틴 베렌트, 괴어와 함께 400m 릴레이 종목 은메달을 획득했다.
1988년 올림픽 이후 현역에서 은퇴했으며, 고향인 예나에서 체육 코치로 일했다.